# Затирочная машина
Затирочная машина — специальное строительное техническое оборудование, упрощающее задачу обработки и выравнивания бетонных поверхностей. Процесс выравнивания, как правило происходит после применения трамбовок и виброрамок. Различают два типа затирочных машин: однороторные и двухроторные.

## Однороторная затирочная машина
Данный тип оборудования применяется для отделки строительных объектов небольшой площади. Это обусловлено его небольшими габаритами, а также мобильностью, позволяющей легко двигать оборудование. Конструкция затирочной машины однороторного типа содержит передаточный редуктор. Редуктор отвечает за изменение скорости вращения рабочего инструмента (диск или лопасти). Эта особенность позволяет производить наиболее качественную черновую отделку бетонных поверхностей. Финишное выравнивание и затирка производится на максимальном числе оборотов с использованием сглаживающих лопастей.

### Особенности
- Диаметр контактной поверхности рабочего инструмента однороторной затирочной машины находится в интервале от 0,6 до 1,2 метра.
- Некоторые модификации однороторной затирочной машины оснащены бензиновым двигателем, что позволяет применять их в условиях отсутствия электричества.

## Двухроторная затирочная машина
Данный тип строительного оборудования применяется на объектах с большими площадями. Основная конструктивная особенность состоит в наличии двух направляющих с возможностью установки двух комплектов рабочего инструмента. Двухроторная затирочная машина — самостоятельно перемещающийся агрегат, управляемый одним человеком. Рабочее место расположено в верхней части машины и оборудовано креслом и блоком управления. Как и в однороторных затирочных машинах, есть возможность регулировки частоты вращения рабочего инструмента для достижения оптимального качества обработки бетонных поверхностей.

### Особенности
- Некоторые модели допускают установку дисков или лопастей диаметром до 2-х метров, что обеспечивает среднюю производительность около 20 кв. м. в минуту.